# Amphoe Sakhrai
Amphoe Sakhrai (Thai: อำเภอ สระใคร) ist ein Landkreis (Amphoe – Verwaltungs-Distrikt) im Osten der Provinz Nong Khai. Die Provinz Nong Khai liegt im Norden der Nordostregion von Thailand, dem so genannten Isan.

## Geographie
Die Provinz Nong Khai liegt etwa 615 Kilometer nordöstlich von Bangkok entlang des Mekong, der hier die Landesgrenze nach Laos darstellt.
Benachbarte Bezirke (von Norden im Uhrzeigersinn): die Amphoe Tha Bo und Mueang Nong Khai der Provinz Nong Khai sowie die Amphoe Phen und Ban Phue in der Provinz Udon Thani.

## Geschichte
Sakhrai wurde am 30. April 1994 zunächst als „Zweigkreis“ (King Amphoe)eingerichtet, indem der vom Amphoe Mueang Nong Khai abgetrennt wurde.
Am 15. Mai 2007 hatte die thailändische Regierung beschlossen, alle 81 King Amphoe in den einfachen Amphoe-Status zu erheben, um die Verwaltung zu vereinheitlichen.
Mit der Veröffentlichung in der Royal Gazette „Issue 124 chapter 46“ vom 24. August 2007 trat dieser Beschluss offiziell in Kraft.

## Verwaltung

### Provinzverwaltung
Der Landkreis Sakhrai ist in drei Tambon („Unterbezirke“ oder „Gemeinden“) eingeteilt, die sich weiter in 41 Muban („Dörfer“) unterteilen.
| Nr. | Name       | Thai   | Muban | Einw.  |
| --- | ---------- | ------ | ----- | ------ |
| 1.  | Sakhrai    | สระใคร | 15    | 10.494 |
| 2.  | Khok Chang | คอกช้าง | 13    | 06.451 |
| 3.  | Ban Fang   | บ้านฝาง | 13    | 09.339 |

### Lokalverwaltung
Außerdem gibt es drei „Tambon-Verwaltungsorganisationen“ (องค์การบริหารส่วนตำบล – Tambon Administrative Organizations, TAO):
- Sakhrai (Thai: องค์การบริหารส่วนตำบลสระใคร)
- Khok Chang (Thai: องค์การบริหารส่วนตำบลคอกช้าง)
- Ban Fang (Thai: องค์การบริหารส่วนตำบลบ้านฝาง)